# Yellow (Coldplay-dal)
A Yellow a Coldplay második kislemeze első albumukról, a Parachutesról (2000) és az első olyan számuk, amely fölkerült az angol kislemezlistára, azon belül is az első tíz helyezett között volt. A kislemeznek több területi változata is készült, egy a franciáknak, egy a braziloknak és egy az USA-nak. A dalt a liverpooli Parr Street stúdióban vették fel. A felvételt nagyon sürgették és így már 2000 nyarára megjelenhetett. A 2001. szeptember 11-ei terrortámadásokat követően ez volt az első dal, amit az MTV lejátszott, miután visszaállt a rendes műsor. Chris Martin a VH1 csatorna Storytellers műsorának elmondta, hogy a szám címét a Yellow pages (Arany oldalak) inspirálta.

## Dalok
1. Yellow 4:29
2. Help is Round the Corner 2:38
3. No More Keeping My Feet on the Ground

## Videóklip
A klipet a Sandbanks strandon forgatták, Poole-ban, az Egyesült Királyságban. Az egyszerű, minimalista klipben Chris Martin ázott hajjal sétál végig a homokos tengerparton, egy esőköpenyben. A klip csaknem éjszakai sötétben indul, s menet közben jön fel a nap. A klip vágások nélkül készült el. Eredetileg az együttes minden tagja szerepelt volna a kisfilmben, ám Will Champion édesanyját éppen aznap temették, így úgy döntöttek, hogy csak Chris fog a klipben szerepelni.
50 képkocka/másodperccel forgatták, így Chrisnek kétszer olyan gyorsan kellett énekelnie. A dolog miértje abban áll, hogy így a mozgóképet 25/s-re lassították és így slow motion hatású lett. Egy nap alatt befejezték a forgatást és csak ötször vették föl.